# Xacobeo Galicia/2010
Deze pagina geeft een overzicht van de Xacobeo Galicia wielerploeg in 2010.

## Algemeen
Team manager: Rodrigo Rodriguez
Ploegleiders: Álvaro Pino, Jesus Villar, José Angel Vidal
Fietsmerk: Colnago

## Renners
| Renner                 | Geboortedatum | Nationaliteit | Ploeg 2009                      | Ploeg 2011     |
| ---------------------- | ------------- | ------------- | ------------------------------- | -------------- |
| Carlos Castaño         | 07.05.1979    | Spanje        | Xacobeo Galicia                 | Einde loopbaan |
| Gustavo César          | 29.01.1980    | Spanje        | Xacobeo Galicia                 |                |
| Gustavo Domínguez      | 17.10.1980    | Spanje        | Xacobeo Galicia                 |                |
| Alberto Fernández      | 15.11.1981    | Spanje        | Xacobeo Galicia                 |                |
| Delio Fernández        | 17.02.1986    | Spanje        | Xacobeo Galicia                 |                |
| David García           | 30.09.1979    | Spanje        | Xacobeo Galicia                 |                |
| Marcos García          | 04.12.1986    | Spanje        | Xacobeo Galicia                 |                |
| Rodrigo García         | 27.02.1980    | Spanje        | Miche-Silver Cross-Selle Italia |                |
| Vladimir Isajtsjev     | 26.04.1986    | Rusland       | Xacobeo Galicia                 |                |
| Serafín Martínez       | 14.02.1984    | Spanje        | Xacobeo Galicia                 |                |
| Ezequiel Mosquera      | 19.11.1975    | Spanje        | Xacobeo Galicia                 | Vacansoleil    |
| Nélson Oliveira        | 06.03.1989    | Portugal      | Amateur                         |                |
| Francisco José Pacheco | 27.03.1982    | Spanje        | Contentpolis-Ampo               |                |
| Gonzalo Rabuñal        | 01.08.1984    | Spanje        | Xacobeo Galicia                 |                |
| Gustavo Rodríguez      | 16.09.1979    | Spanje        | Amateur                         |                |
| José de Segovia        | 23.10.1982    | Spanje        | Amateur                         |                |
| Stagiaires             | Stagiaires    | Nationaliteit | Ploeg 2010                      | Ploeg 2011     |
| Aser Estévez           | 18.07.1988    | Spanje        | Caixanova                       |                |
| Pablo Torres           | 28.11.1987    | Spanje        | Caja Rural                      |                |

## Belangrijke overwinningen
| Memorial Ricardo Otxoa Winnaar Francisco José Pacheco Ronde van Spanje 2010 20e etappe: Ezequiel Mosquera |

2007 · 2008 · 2009 · 2010